# Pitogo (Zamboanga del Sur)
Pitogo (Bayan ng Pitogo) är en kommun i Filippinerna. Kommunen ligger på ön Mindanao, och tillhör provinsen Zamboanga del Sur. Folkmängden uppgår till 21 064 invånare.
Pitogo är indelat i 15 barangayer.